# Корсары: Каждому своё
Корсары: Каждому своё! (англ. Sea Dogs: To Each His Own) — компьютерная игра в жанре action/RPG, последняя из серии игр «Корсары», разработанная BlackMark Studio на базе движка Storm 2.8 — 2.9. Выход игры состоялся 7 декабря 2012 года.

## Сюжет
Главный герой, Шарль де Мор — французский дворянин. Он прибыл на карибские острова, чтобы найти своего брата, который пропал без вести.

## Игровой процесс
Геймплей в общих чертах традиционен для серии «Корсары»: игрок может заниматься пиратством, торговлей, выполнением побочных заданий. Были введены нововведения: возможность создания боеприпасов, магических артефактов, различных зелий главным героем, переработана система улучшения кораблей, значительные изменения претерпело фехтование, хотя его анимация осталась прежней. Отличительной чертой игры является многовариантность многих заданий, в том числе и сюжетных.
Изначально при разработке игры планировалось реализовать играбельными трёх персонажей. Однако до финального релиза дошёл только Шарль де Мор. BlackMark Studio обещала позже добавить остальных двух, следующим должен был стать Диего де Монтойя.

## Разработка
Игра изначально разрабатывалась как неофициальное дополнение к игре «Корсары: Город потерянных кораблей», однако позднее компания Акелла, являющаяся официальным дистрибьютором всех игр серии, приняла решение о выпуске отдельной игры.
После релиза, выходили различные патчи.

## Рецензии и оценки
Игра получила смешанные отзывы критиков
Алексей Пилипчук из журнала «Игромания» дал игре оценку игре 0,5 баллов, заявив, «что играть в „Корсаров“ сегодня просто физически трудно» (рецензия была написана в январе 2013 года). Игру ругали за устаревшую графику, отсутствие по сравнению с прошлыми играми серии атмосферы, скучные морские бои.
Кирилл Волошин из издания «Канобу» оценил игру более положительно на 6,0 баллов. Он сравнил игру с рыбалкой, заявив, что несмотря на недостатки, ей можно простить многое.